# Stenaelurillus abramovi
Stenaelurillus abramovi là một loài nhện trong họ Salticidae.
Loài này thuộc chi Stenaelurillus. Stenaelurillus abramovi được Dmitri Viktorovich Logunov miêu tả năm 2008.